# 徐生华
徐生华（1962年—），号墨海山人，出生于黑龙江鸡西，1986年毕业于南京师范大学美术学院。中国美术家协会会员、山东画院高级画师、济南画院特聘高级画师、中国历史博物馆艺术委员客座教授、南京广厦美术馆特聘高级画师、威海画院画师，新世纪中国山水画二百家。
擅长画海。作品10次入选中国美协主办的大型美展，其中4次获奖。其个人画展曾在威海、郑州、南京、揭阳、漳州、宣城、中国甲午战争博物馆等地举办。

## 履历
- 1991年《最后一场秋雨》获“黑龙江省第二届花鸟画展”一等奖，并被省美术馆收藏。
- 1997年《白山黑水》等5件作品应韩国文化部、现代美术家协会邀请随中国书画家代表团赴汉城举办“中国书画家作品邀请展”。
- 1999年《龙脉》入选中国美协主办“跨世纪暨建国五十周年全国山水画大展”。
- 2000年《瑶乡春深》《苍山夕照》分别入选中国美协主办的“新世纪全国中国画、书法精品大展”“亚亨杯全国书画精品大展”并获优秀奖。
- 2001年《曙光初照》《铁壁苍山》《海风从松林吹过》《大地的希望》分别入选中国美协主办的“新时代全国中国画作品展”“2001年全国中国画作品展”“21世纪中国画澳大利亚展”“第四届当代中国山水画展”并获奖。
- 2002年〈沿海松涛〉入选中国美协主办的“第16次新人新作展”。

## 艺术成就
- 1991年《最后一场秋雨》获“黑龙江省第二届花鸟画展”一等奖。
- 1997年《天池之冬》在台湾台北市国立国父纪念馆展出，获理论创作奖。
- 1999年《龙脉》入选中国美协主办的“跨世纪暨建国五十周年全国山水画大展”优秀奖。
- 2000年《瑶寨民居》获中国美协主办的“新世纪全国书画精品大展”优秀奖。
- 2000年《苍山夕照》获中国美协主办的“亚亨杯全国书画精品大展”优秀奖。
- 2001年《曙光初照》入选中国美协主办的“新时代全国中国画作品展”。
- 2001年《铁壁苍山》入选中国美协主办的“2001年全国中国画作品展”。
- 2001年《海风从松林吹过》获中国美协主办的“二十一世纪中国画澳大利亚展”优秀奖。
- 2001年《大地的希望》、《水长流千古》入选中国文联主办的“第四届当代中国山水画展”，并荣获“新世纪中国山水画200家”称号。
- 2002年《沿海松涛》入选中国美协主办的“第十六次新人新作展”。
- 2003年《海风从松林吹过》入选中国美协主办的“海潮杯全国中国画作品展”。
- 2005年《海鸥奏鸣曲》入选“全国第二届中国美协会员中国画精品展”。